# NGC 1981
NGC 1981 هي مجرة تتبع كوكبة الجبار. اكتشفها جون هيرشل في 4 يناير 1827.

## روابط خارجية
- NGC 1981 على موقع ويكي سكاي: DSS2, SDSS, GALEX, IRAS, Hydrogen α, X-Ray, Astrophoto, Sky Map, Articles and images